# 스타크래프트 어드벤처
스타크래프트 어드벤처(StarCraft Adventures)는 알터니티의 시스템을 기반으로 해 블리자드 엔터테인먼트의 유명 게임 스타크래프트 시리즈 세계관을 채용한 보드 게임으로 오리지널 작품 알터니티의 규칙에 비해 좀 더 빠른 시간 내에 끝낼 수 있는 특징이 있다.